# Liebeskind (Film)
liebeskind ist ein deutscher Spielfilm von Jeanette Wagner aus dem Jahr 2005. Er lief am 16. März 2009 in der ZDF-Reihe Das kleine Fernsehspiel.

## Handlung
Die 17-jährige Alma trifft auf ihren Vater, Dr. Fred Schöne, der fünf Jahre vorher sie und ihre Mutter Barbara verlassen hatte, um als Arzt im Ausland zu arbeiten. Alma und Fred versuchen, einander wieder näher zu kommen, was beiden jedoch auf Grund der fünfjährigen Trennung schwerfällt. Als die junge Frau die Wohnung ihres Vaters putzt, spielt sie sanft mit ihren weiblichen Reizen. Auf der Suche nach Zuwendung organisiert Alma für ihren Vater später einen Staubsauger, doch dieser geht lieber mit seiner Freundin Inka zum Essen. Aus Enttäuschung darüber tut Alma am nächsten Abend in der Bar so, als sei Fred ihr Liebhaber.
Alma trifft sich mit Wenzel, einem Lastwagenfahrer, der mit ihr vor kurzem geflirtet hatte und auf ihre Beschwerde hin seine Arbeit verlor. Als Wenzel mit ihr zusammenkommen will, lehnt sie seine Avancen ab und geht zu ihrem Vater. Fred erzählt, dass er erneut als Arzt im Ausland arbeiten will. Im Lauf des Abends knistert es erneut zwischen den beiden; schließlich schläft Alma mit ihrem Vater. Am nächsten Morgen verabschieden sich beide für immer voneinander.

## Hintergrund
Jeanette Wagner drehte liebeskind als Abschlussarbeit an der Deutschen Film- und Fernsehakademie Berlin. Der Film wurde 2005 beim Festival des deutschen Films in Ludwigshafen uraufgeführt.

## Auszeichnungen
2006 bekam Anna Fischer den Max Ophüls Preis als beste Nachwuchsdarstellerin. Eine Nominierung ging an Jeanette Wagner.

## Kritiken
„Der interessante, aber konstruierte Erstlingsfilm bemüht sich, den Tabubruch psychologisch zu unterfüttern, bleibt aber weitgehend unglaubwürdig. Herausragend ist die Leistung der jungen Hauptdarstellerin.“